# Naszacowice
Naszacowice (früher auch Naszczowice oder Naszęcowice, deutsch Naschatowitz) ist eine Ortschaft mit einem Schulzenamt der Gemeinde Podegrodzie im Powiat Nowosądecki der Woiwodschaft Kleinpolen (Polen).

## Geographie
Der Ort liegt am linken Ufer des Flusses Dunajec unter den Inselbeskiden (Beskid Wyspowy).
Das Dorf hat eine Fläche von 390 ha (6 % der Landgemeinde).
Die Nachbarorte sind Podegrodzie im Nordosten, Mostki im Südosten, Olszanka im Süden, Juraszowa und Rogi im Norden.

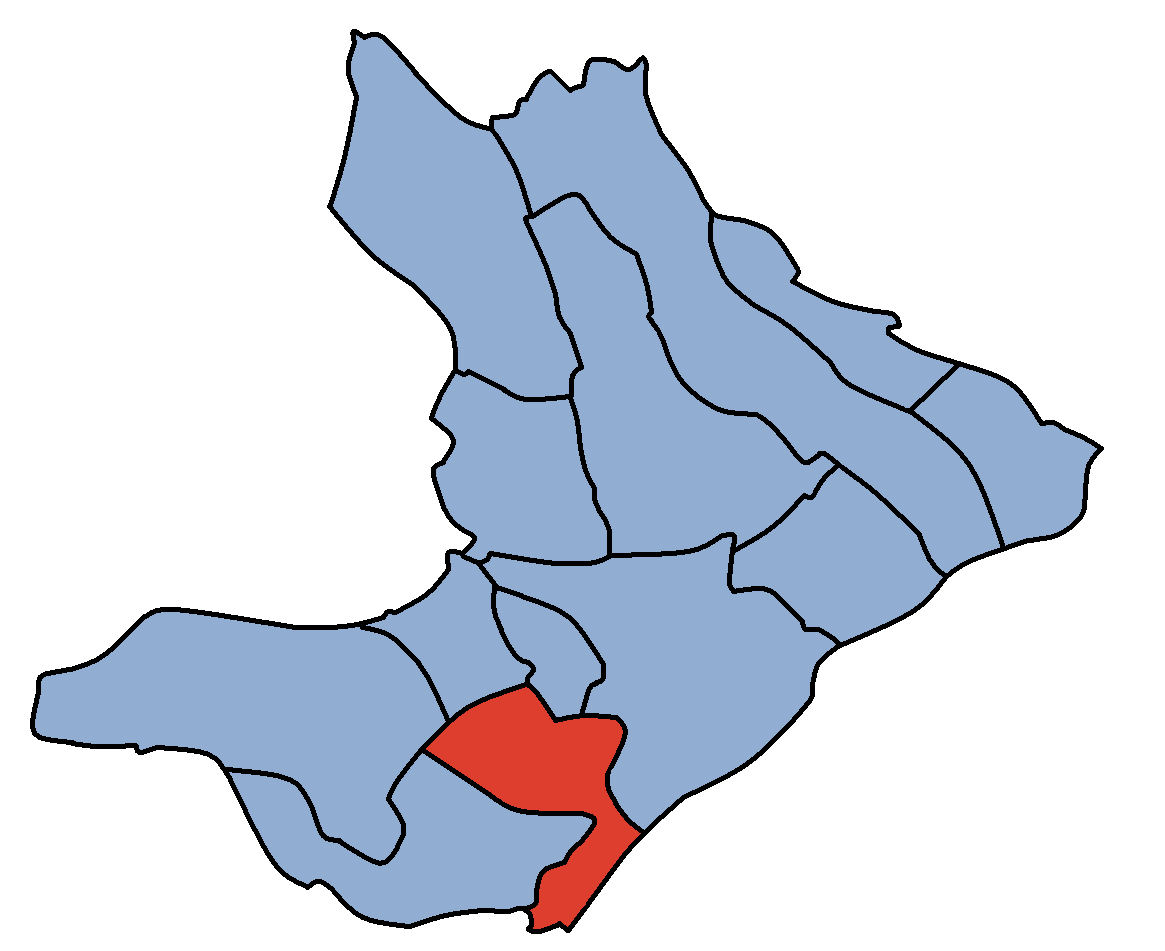
Das Dorf in der Gemeinde

## Geschichte
Der Ort wurde in den Jahren 1233 und 1292 als Nossaczouicy erstmals urkundlich erwähnt. Der Name ist patronymisch abgeleitet vom Vornamen Nosacz (also nicht verbunden mit dem Wort Sącz).
Im Jahre 1293 wurde das Dorf auf Deutsches Recht übertragen. Es gehörte ursprünglich zu den Klarissen in Stary Sącz.
Nach der Ersten Teilung Polens kam Naszacowice zum neuen Königreich Galizien und Lodomerien des habsburgischen Kaiserreichs (ab 1804).
Im Jahre 1783 wurden im Zuge der Josephinischen Kolonisation acht deutsche Familien lutherischer und reformierter Konfession als Kolonisten angesiedelt. Der Name Naschatowitz Colonia wurde für diese kleine Kolonie im Jahre 1794 erwähnt. Die Kolonisten gehörten zur Pfarrgemeinde in Stadła. Bis Ende des 19. Jahrhunderts wurden die Nachgeborenen der Kolonisten polonisiert. Im Jahre 1900 hatte das Dorf 526 Einwohner, davon alle polnischsprachig, 519 römisch-katholisch, 7 Juden.
1918, nach dem Ende des Ersten Weltkriegs und dem Zusammenbruch der k.u.k. Monarchie, kam Naszacowice zu Polen. Unterbrochen wurde dies durch die Besetzung Polens durch die Wehrmacht im Zweiten Weltkrieg, während der es zum Generalgouvernement gehörte.
Von 1975 bis 1998 gehörte Naszacowice zur Woiwodschaft Nowy Sącz.

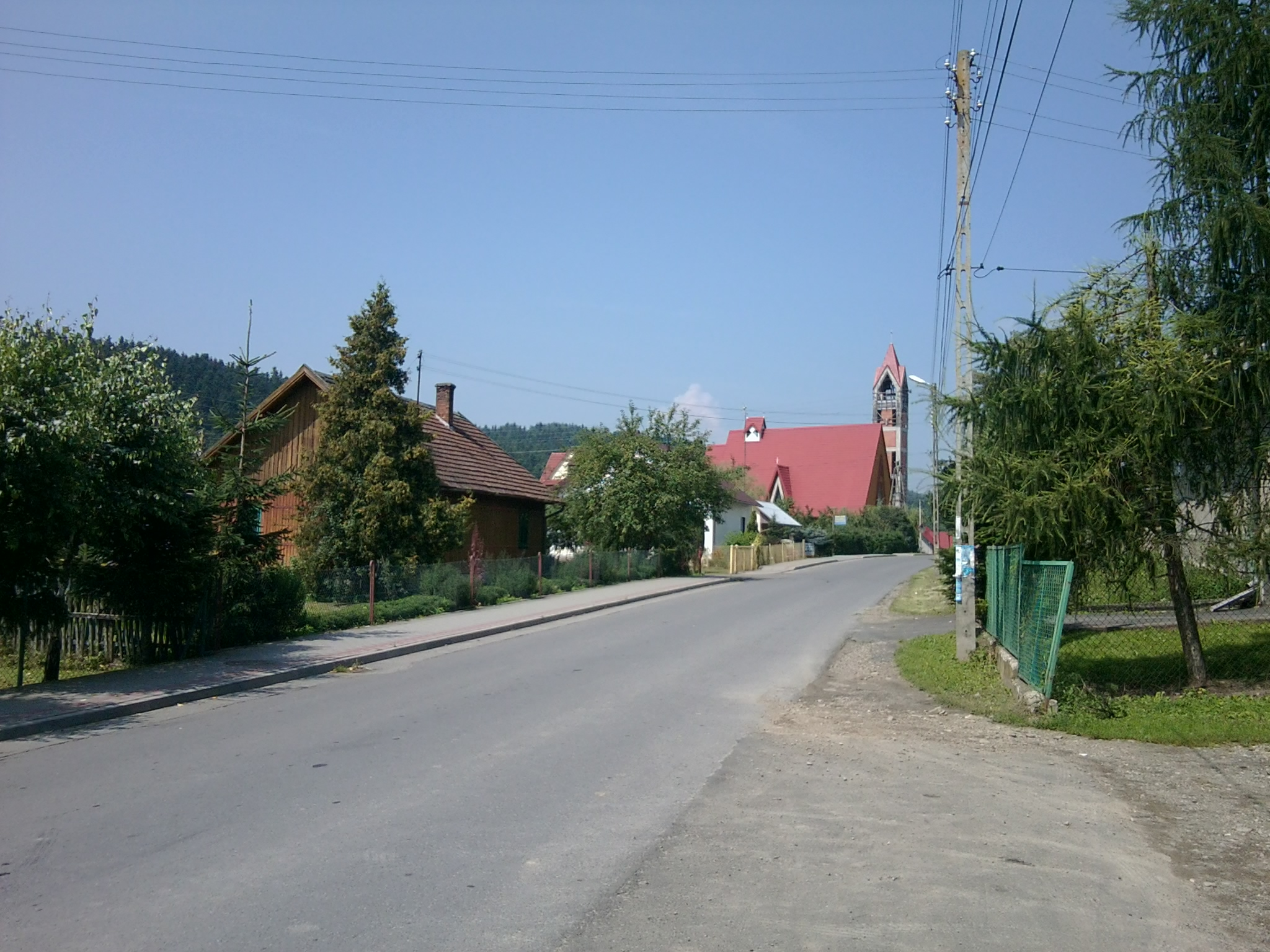
Ortszentrum